# Alcolea de Tajo
Alcolea de Tajo település Spanyolországban, Toledo tartományban. Alcolea de Tajo Aldeanueva de Barbarroya, Navalmoralejo, Oropesa, El Puente del Arzobispo, Torrico, Calera y Chozas, Azután és Villar del Pedroso községekkel határos. Lakosainak száma 829 fő (2024).

## Népesség
A település lakosságának változását az alábbi diagram mutatja:
| Lakosok száma | 804  | 778  | 815  | 864  | 873  | 916  | 830  | 797  | 843  | 829  |
|               | 1996 | 2000 | 2004 | 2007 | 2010 | 2012 | 2015 | 2018 | 2021 | 2024 |